# 陸探微
陸探微（？—约485年），吳郡吳縣（今江苏省苏州市一帶）人，南朝画家。

## 生平
早年師從顧愷之，擅长人物肖像，後為刘宋明帝时的宫廷画家，作品多為帝王、权贵。與東晉顧愷之、萧梁时張僧繇合稱“六朝三大家”，所謂“張得其肉、陸得其骨、顧得其神”。创造了“秀骨清象”的绘画风格。